# Ikeuchi Tomohiko
Tomohiko Ikeuchi (sinh ngày 1 tháng 11 năm 1977) là một cầu thủ bóng đá người Nhật Bản.

## Sự nghiệp câu lạc bộ
Tomohiko Ikeuchi đã từng chơi cho Kashima Antlers, CFZ và Consadole Sapporo.